# 31476 Bocconcelli
31476 Bocconcelli è un asteroide della fascia principale. Scoperto nel 1999, presenta un'orbita caratterizzata da un semiasse maggiore pari a 2,4529795 UA e da un'eccentricità di 0,1497127, inclinata di 3,37301° rispetto all'eclittica.